# Primera batalla de Nola
|  | No s'ha de confondre amb Segona batalla de Nola o Tercera batalla de Nola. |

La primera batalla de Nola fou un enfrontament que tingué lloc el 216 aC en el marc de la Segona Guerra Púnica, entre la República Romana i Cartago. En aquesta ocasió, Hanníbal hagué de retirar-se sense aconseguir rendir la ciutat.

## Preludi
Després de la gran victòria aconseguida en la batalla de Cannes, Annibal va avançar des d'Apúlia a la regió del Samni, on moltes ciutats estaven disposades a rebel·lar-se contra Roma.
Però en el cas de Nola, els membres del Senat seguien fidels a l'aliança amb Roma malgrat que part dels ciutadans volien passar-se de bàndol per evitar el setge i saqueig de la ciutat.
Temerosos d'una revolta del poble, el Senat demanà ajut a Marc Claudi Marcel III, que es trobava a Casilínum, i aquest acudí en el seu socors.

## La Batalla
Com era costum, els romans es disposaren en ordre de batalla davant dels murs de Nola i els cartaginesos feren el mateix davant del seu camp. Entre ambdues forces es produïren algunes batusses, però cap dels dos generals va donar l'ordre d'atac general.
Fou llavors quan els informadors de Claudi Marcel li feren saber que els ciutadans de Nola havien pactat amb Hanníbal trair als romans i quan aquests sortissin per disposar-se en ordre de batalla, tenien intenció de prendre control de les portes i deixar entrar als cartaginesos. Com a resposta, Marcel va dividir les seves tropes en tres seccions, una per cada porta que hi havia a la muralla que encarava l'enemic. En la del centre va disposar el gruix del seu exèrcit i la cavalleria, mentre que a la dreta i esquerra col·locava la infanteria lleugera i la cavalleria aliada, restant tots dins la ciutat i evitant així qualsevol intent dels traïdors.
Annibal, en veure que els romans no sortien com en anteriors ocasions, va imaginar que el seu pla havia estat descobert i ordenà que part del seu exèrcit assaltés les muralles, confiant que davant del seu atac, la població de Nola es rebel·laria i lluitaria contra els romans des de dins.
De sobte, Marcel ordenà obrir les portes i va carregar furiosament contra els sorpresos assaltants, primer amb la infanteria, després amb la cavalleria, i finalment des dels flancs amb les tropes que sortien per les portes laterals. 2300 cartaginesos fores morts per només 500 romans.

## Conseqüències
Hanníbal hagué de retirar-se i no tornaria a intentar prendre la ciutat fins a l'any següent a la Segona Batalla de Nola
Un cop assegurada la plaça, Marcel va jutjar a 70 ciutadans de Nola que havien pres part en l'intent de rendir la ciutat a Annibal, i va ordenar decapitar-los.